# Masela
Masela è una circoscrizione rurale (rural ward) della Tanzania situata nel distretto di Maswa, regione del Simiyu. Conta una popolazione di 12 380 abitanti (censimento 2012).